# Ludvik Batthyány
Grof Ludvik Batthyány Gisinški (madžarsko gróf németújvári Batthyány Lajos, madžarska izgovorjava: ['lɒjɔʃ 'bɒc:a:ɲi dɛ ne:mɛtu:jva:r ] ; 10. februar 1807 - 6. oktober 1849) je bil prvi predsednik vlade Madžarske. Rodil se je v Bratislavi 10. februarja 1807, usmrtil pa ga je strelski vod v Pešti 6. oktobra 1849.

## Kariera
Njegov oče je bil grof Jožef Sándor Batthyány Gisinški (1777–1812), mati Borbara Škerlec iz Lomnice (1779–1834). Imel je starejšo sestro, grofico Amalijo von Jenison von Walworth, kasneje tudi grofico von Westerholt-Gysenberg (1805-1866). Že zgodaj se je po ločitvi staršev z mamo in bratom preselil  Dunaj. Ludvik Batthyány je imel zasebnega učitelja, vendar ga je mati poslala v internat in Batthyány je le redko videl svojo mamo.

### Zgodnja leta
Batthyány je pri 16 letih končal študij v internatu in obiskoval akademijo v Zagrebu (danes Univerza v Zagrebu, Hrvaška).  Leta 1826 je štiri leta služboval v Italiji, kjer je bil povišan v poročnika in diplomiral iz prava .
Leta 1830 je postal dedni zastopnik v zgornjem domu na Madžarskem in zasedel sedež v parlamentu, vendar v tem času Battyhány po naravi ni bil politik.
Decembra 1834 se je poročil z grofico Antonijo Zichy de Zich in Vásonkeő (hčerko grofa Karla Zichyja de Zich in Vásonkeő in grofice Antonije Batthyány Gisinške). Njuni otroci so bili: grofica Amalija Batthyány Gisinška (1837–1922), Ilona Keglevič von Buzin (1842–1929) in grof Elemér Batthyány (1847–1932). Batthyányjev prijatelj je dejal, da ga je Antonija (njegova žena) spodbujala k prevzemu večjih odgovornosti v politiki.

### Batthyány, reformni politik
Ludvik Batthyány se je bolj vključil v politiko po državnem zboru 1839–1840 v Bratislavi in postal vodja opozicije. Zanjo je pripravil reformni načrt. Batthyány je svetoval uporabo stenografov za dobesedno snemanje razprav v zgornjem domu, ki se je začel leta 1840.
Ludvik Batthyány se je strinjal s stališči Štefana Széchenyija o gospodarstvu in politiki. V začetku 30. let 18. stoletja je bil Batthyány eden od ljudi, ki so spodbujali konjerejo na Madžarskem. Kasneje so se razširili še na drugo živalsko rejo in ustanovili Združenje madžarskega gospodarstva . Batthyány je po Széchenyiju podpiral vzrejo sviloprejk : na svoji posesti je posadil več kot 50.000 dreves murve, da bi jih gojil. S pomočjo Batthyányja sta bila ustanovljena Železna županija. in Gospodarsko združenje Sombatela.
Na začetku se je strinjal s Széchenyijem, da morajo novi plemiči in aristokrati voditi novo reformno gibanje, vendar so bili Batthyányjevi pogledi veliko bližji nazorom plemstva. Zaradi tega se je Batthyány v pogovoru s Széchenyijem in Ludvikom Košutom poskušal ugrizniti v jezik. Od leta 1843 dalje je začel sodelovati s Košutom.
V parlamentu 1843–1844 je bil Batthyány vodja opozicije v celotnem parlamentu in je kritiziral notranje zadeve in zunanjo politiko Habsburške monarhije.
Po razpustitvi parlamenta se je Batthyány preselil v Pešto in bil leta 1845 izvoljen za predsednika centralne volilne pisarne. Imel je pomembno vlogo v drugih gospodarskih združenjih in ustanovil Védegylet (približno: "obrambno društvo"). 15. marca 1847 je bila ustanovljena združitev madžarskih levičarskih gibanj (Stranka Maverick) in Batthyány je postal njen prvi predsednik.
Batthyány je Košuta podpiral moralno in finančno. Košut je postal predstavnik za okrožje Pest v državnem zboru za leto 1847. Po tem je bil Batthyány vodja opozicije v zgornjem domu, medtem ko je imel Košut enako vlogo v spodnjem domu.

### Vlada Batthyányja
Batthyány je bil del delegacije pri cesarju Ferdinandu I. Avstrijskemu . Vztrajali so, da je madžarska vlada vrhovna na svojem ozemlju. 17. marca 1848 je cesar privolil in Batthyány je ustanovil prvi madžarski zbor. 23. marca 1848 je Batthyány kot vodja vlade svojo administracijo pohvalil v parlamentu.
Prva naloga nove vlade je bila izdelati politiko revolucije. Potem ko je bilo to dogovorjeno, je vlada 11. aprila 1848 začela ukrepati. Takrat so bile notranje zadeve in zunanja politika Madžarske nestabilne in Batthyány se je soočal s številnimi težavami. Njegovo prvo in najpomembnejše dejanje je bilo organiziranje oboroženih sil in lokalne oblasti. Vztrajal je, da bo avstrijska vojska, ko bo na Madžarskem, prešla pod madžarsko zakonodajo, kar je Avstrijsko cesarstvo priznalo. Vpoklicane vojake je skušal vrniti na Madžarsko. Ustanovil je Organizacijo miličnikov, katere naloga je bila zagotavljanje notranje varnosti. Maja 1848 je začel organizirati samostojno madžarsko revolucionarno vojsko in vanjo novačil ljudi. Batthyány je prevzel nadzor nad Organizacijo miličnikov, dokler se Lázár Mészáros ni vrnil. Hkrati je bil tudi vojni minister.
Batthyány je bil zelo sposoben voditelj, vendar je bil sredi spopada med avstrijsko monarhijo in madžarskimi separatisti. Bil je predan ustavni monarhiji in si prizadeval za spoštovanje ustave, vendar je bil cesar z njegovim delom nezadovoljen. Batthyány in Ferenc Deák sta 29. avgusta s privolitvijo parlamenta odšla k cesarju, da bi ga prosila, naj ukaže Srbom, naj kapitulirajo in ustavi Jelačića, ki je nameraval napasti Madžarsko. Batthyány je ob tem Jelačiću dal ponudbo, da bi se Hrvaška - kot del dežel ogrske krone - lahko od nje mirno ločila. Batthyányjeva prizadevanja so bila neuspešna: čeprav je cesar Jelačića formalno razrešil njegovih dolžnosti, je v praksi Jelačić s svojo vojsko 11. septembra 1848 vdrl na Madžarsko.
Tako sta Batthyány in njegova vlada odstopila, razen Košuta, Semereja in Mesaroša. Kasneje je Batthyány na zahtevo madžarskega nadvojvode Štefana ponovno postal predsednik vlade. 13. septembra je Batthyány napovedal upor in zahteval, naj ga vodi Palatin. Vendar pa je Palatin po cesarjevem ukazu odstopil s položaja in zapustil Madžarsko.
Cesar 25. septembra ni priznal nove vlade. Razveljavil je tudi Batthyányjevo vodstvo in za vodjo madžarske vojske imenoval  grofa Franza Filipa Lamberga. Toda Lamberga so uporniki v Pešti 28. septembra ubili. Medtem je Batthyány ponovno odpotoval na Dunaj, da bi poiskal kompromis s cesarjem.
Batthyány je bil uspešen v svojih hitrih prizadevanjih za organizacijo madžarske revolucionarne vojske: nova vojska je 29. septembra v bitki pri Pákozdu premagača Hrvate.
Batthyány je spoznal, da s cesarjem ne more sklepati kompromisov, zato je 2. oktobra znova odstopil in za svojega naslednika imenoval  Nikolaja Vaya. Hkrati je Batthyány odstopil s sedeža v parlamentu.

### Odstop
Kot navaden vojak se je Batthyány pridružil vojski Jožefa Vidoša in se boril proti generalu Kuzmanu Todoroviću, vendar je 11. oktobra 1848 padel s konja in si zlomil roko.
Potem ko si je Batthyány opomogel, je bil ponovno izvoljen za politika. Batthyány ni želel, da bi se parlament preselil v Debrecen. Zaradi njegovega predloga je parlament poslal delegacijo (vključno s samim Batthyányjem) h generalu Alfredu I., princu Windisch-Grätzu, da bi se srečal z njim, saj je Parlament želel vedeti, kaj je Windisch-Grätzov namen. Toda general se ni želel srečati z Batthyányjem, le z drugimi člani delegacije.
8. januarja 1849 se je Batthyány vrnil v Pešto, kjer so ga ujeli v Karlovi palači in zaprli v vojašnico Budai. Ko je bila madžarska vojska bližje Pešti, je bil Batthyány odpeljan v Bratislavo, Ljubljano in Olomouc na Češkem. Madžari so ga večkrat poskušali rešiti, vendar jih je Batthyány prosil, naj tega ne storijo. Batthyány je vztrajal, da so njegova dejanja legitimna in da sodišče ni pristojno.

## Izvršba smrtne kazni
16. avgusta 1849 je vojaško sodišče v Olmoucu obsodilo Batthyányja na smrtno kazen. Sprva so mu želeli zapleniti premoženje in ga obsoditi na zaporno kazen, vendar so pod pritiskom princa Felixa von Schwarzenberga in avstrijskega cesarstva namesto tega obsodili Batthyánya na smrt.
Madžari so Batthyányja odpeljali v Pešto, ker so upali, da ga bo general Julius Jacob von Haynau (v imenu cesarja) usmilil, vendar ga je Haynau obsodil na obešanje . Ob zadnjem obisku je Batthyányjeva žena v zapor pretihotapila majhen meč. Batthyány je poskušal narediti samomor tako, da si je prerezal vratne vene, vendar mu to ni uspelo. Zaradi brazgotin na vratu je sodišče obsodbo spremenilo v usmrtitev s streljanjem .
6. oktobra zvečer je bil Batthyány ustreljen pred strelskim vodom pod poveljstvom barona Janeza Franca Kempen von Fichtenstamm, poveljnika vojaškega okrožja v Pešti in Budimu .  
Batthyányjev pogreb je bil v središču mesta, v oboku cerkve Greyfriars. Po avstro-ogrskem kompromisu iz leta 1867 so njegove posmrtne ostanke leta 1870 preselili v novozgrajeni mavzolej na pokopališču Kerepesi.

## Delovanje
Batthyányjevi parlamentarni govori so ohranjeni v sodobnih dnevnikih in političnih časopisih. Njegov esej o pridelavi sladkorne pese je bil natisnjen v reviji Magyar Gazda leta 1842.

## Spomeniki
- Batthyányjev mavzolej na pokopališču Kerepesi (Budimpešta, Madžarska), ki ga je zgradil Albert Schickedanz na zahtevo mesta Székesfehérvár
- Batthyányjev portret Nikolaj Barabása
- Batthyány Örökmécses (približno "spomenik") v Budimpešti
- Trg Batthyány in ulica Batthyány v Budimpešti. Leta 2008 je bil na trgu Batthyány postavljen kip Batthyányja.
- Sklad Ludvika Batthyányja (ustanovljen leta 1991)
- Medaljon združenja Batthyány [6] izdan leta 1994, ki ga je oblikoval László Szlávics, ml.

## Predniki
|  |                                         |  |  |  |  |  |  |  |  |  |  |  |  |  |  |  |
|  | 8. grof Žigmond Batthyány Gisinški      |  |  |  |  |  |  |  |  |  |  |  |  |  |  |  |
|  |                                         |  |  |  |  |  |  |  |  |  |  |  |  |  |  |  |
|  |                                         |  |  |  |  |  |  |  |  |  |  |  |  |  |  |  |
|  | 4. grof Mikša Batthyány Gisinški        |  |  |  |  |  |  |  |  |  |  |  |  |  |  |  |
|  |                                         |  |  |  |  |  |  |  |  |  |  |  |  |  |  |  |
|  |                                         |  |  |  |  |  |  |  |  |  |  |  |  |  |  |  |
|  | 9. Rozalija Lengheimska                 |  |  |  |  |  |  |  |  |  |  |  |  |  |  |  |
|  |                                         |  |  |  |  |  |  |  |  |  |  |  |  |  |  |  |
|  |                                         |  |  |  |  |  |  |  |  |  |  |  |  |  |  |  |
|  | 2. grof Jožef Sándor Batthyány Gisinški |  |  |  |  |  |  |  |  |  |  |  |  |  |  |  |
|  |                                         |  |  |  |  |  |  |  |  |  |  |  |  |  |  |  |
|  |                                         |  |  |  |  |  |  |  |  |  |  |  |  |  |  |  |
|  | 5. Magdalena Flässer                    |  |  |  |  |  |  |  |  |  |  |  |  |  |  |  |
|  |                                         |  |  |  |  |  |  |  |  |  |  |  |  |  |  |  |
|  |                                         |  |  |  |  |  |  |  |  |  |  |  |  |  |  |  |
|  | 1. grof Ludvik Batthyány Gisinški       |  |  |  |  |  |  |  |  |  |  |  |  |  |  |  |
|  |                                         |  |  |  |  |  |  |  |  |  |  |  |  |  |  |  |
|  |                                         |  |  |  |  |  |  |  |  |  |  |  |  |  |  |  |
|  | 12. Sándor Škrlec Lomniški              |  |  |  |  |  |  |  |  |  |  |  |  |  |  |  |
|  |                                         |  |  |  |  |  |  |  |  |  |  |  |  |  |  |  |
|  |                                         |  |  |  |  |  |  |  |  |  |  |  |  |  |  |  |
|  | 6. Franc Škrlec Lomniški                |  |  |  |  |  |  |  |  |  |  |  |  |  |  |  |
|  |                                         |  |  |  |  |  |  |  |  |  |  |  |  |  |  |  |
|  |                                         |  |  |  |  |  |  |  |  |  |  |  |  |  |  |  |
|  | 13. Ana Rosti iz Bakovcev               |  |  |  |  |  |  |  |  |  |  |  |  |  |  |  |
|  |                                         |  |  |  |  |  |  |  |  |  |  |  |  |  |  |  |
|  |                                         |  |  |  |  |  |  |  |  |  |  |  |  |  |  |  |
|  | 3. Barbara Škrlec Lomniška              |  |  |  |  |  |  |  |  |  |  |  |  |  |  |  |
|  |                                         |  |  |  |  |  |  |  |  |  |  |  |  |  |  |  |
|  |                                         |  |  |  |  |  |  |  |  |  |  |  |  |  |  |  |
|  | 14. Sándor Kiš iz Namiširja             |  |  |  |  |  |  |  |  |  |  |  |  |  |  |  |
|  |                                         |  |  |  |  |  |  |  |  |  |  |  |  |  |  |  |
|  |                                         |  |  |  |  |  |  |  |  |  |  |  |  |  |  |  |
|  | 7. Rozalija Kiš iz Namiširja            |  |  |  |  |  |  |  |  |  |  |  |  |  |  |  |
|  |                                         |  |  |  |  |  |  |  |  |  |  |  |  |  |  |  |
|  |                                         |  |  |  |  |  |  |  |  |  |  |  |  |  |  |  |
|  | 15. Zofija Daróczy iz Királydarócz      |  |  |  |  |  |  |  |  |  |  |  |  |  |  |  |
|  |                                         |  |  |  |  |  |  |  |  |  |  |  |  |  |  |  |
|  |                                         |  |  |  |  |  |  |  |  |  |  |  |  |  |  |  |

## Galerija
- Batthyányjev mavzolej na pokopališču Kerepesi, Budimpešta, Madžarska
- Batthyány-jev mavzolej po obnovi
- Batthyány-jeva spominska luč (spomenik)